# Magdalenapark
Het Magdalenapark is een park aan de rand van het centrum van de Belgische stad Kortrijk. Dit stadspark ligt in de Magdalenawijk, tussen de Marksesteenweg, de Graaf Karel de Goedelaan en de Sint-Martens-Latemlaan. 

## Naamgeving en geschiedenis
Het park dankt zijn naam aan de voormalige stedelijke begraafplaats die er in 1785 geopend werd op de uitgestrekte terreinen van de Kortrijkse leprozerij, de Groote Madeleene. Omdat dit moerassig gebied vaak onder water kwam te staan, opende het stadsbestuur een eeuw later een tweede begraafplaats in de Meensesteenweg. Nadat grote bombardementen tijdens de Tweede Wereldoorlog in 1944 het Magdalenakerkhof vernield hadden, werd het kerkhof er afgeschaft en vervangen door een nieuw stadspark. De restanten van de voormalige Magdalenakapel zijn nog altijd in het park aanwezig.

## Heden
Vandaag vormt het park de groene long van het westen van de Kortrijkse binnenstad. Het park sluit ook aan op de UGent Campus Kortrijk en Howest, die er zijn centrale diensten gevestigd heeft. Grenzend aan het park bevindt zich tevens het overdekte Magdalenazwembad, voorheen het Provinciaal Zwembad genoemd. Nabij het park bevindt zich ook het lokaal van scouts Willem van Saeftinghe.

## Trivia
- Sinds 2010 bevindt er zich in het Magdalenapark een wifihotspot waardoor bezoekers, zoals de studenten van de nabijgelegen onderwijsinstellingen (UGent Campus Kortrijk en Howest), er gratis op internet kunnen.